# Tomoko Ohara
Tomoko Ohara (大原 智子, Ohara Tomoko), née en 1957, est une joueuse internationale de football japonaise. Elle évoluait au poste de milieu de terrain.

## Biographie
Le 9 septembre 1981, elle fait ses débuts avec l'équipe nationale japonaise, lors d'un match contre l'équipe d'Italie. Il s'agit de sa seule et unique sélection en équipe du Japon.

## Statistiques
Le tableau ci-dessous présente les statistiques de Tomoko Ohara en équipe nationale
| Équipe du Japon | Équipe du Japon | Équipe du Japon |
| Année           | Matchs          | Buts            |
| --------------- | --------------- | --------------- |
| 1981            | 1               | 0               |
| Total           | 1               | 0               |